# 無伴奏「シャコンヌ」
『無伴奏「シャコンヌ」』（むばんそうシャコンヌ、Le Joueur de Violon）は、1994年のフランス映画。
本国では音楽評論家としても著名なアンドレ・オディールの『Musikant』を映画化。監督はシャルリー・ヴァン・ダム。世界的ヴァイオリニストであるギドン・クレーメルが演奏と音楽監修を担当する。

## あらすじ
かつては有名なヴァイオリニストだったアルマン（リシャール・ベリ）は友人で同じヴァイオリニストが自殺したせいで第一線から退くようになっていた。ある日地下道を自分の演奏場所に選びそこで毎日奏でるうちに、自閉気味の切符売りのリディアと出会い、リディアはアルマンの演奏で心をアルマンに開くようになるのだが…。

## スタッフ
- 監督・脚本:シャルリー・ヴァン・ダム
- 製作総指揮:ベルナール・ブイックス
- 製作:ルネ・クレトマン
- 原作:アンドレ・オディール
- 脚本:ジャン・フランソワ・ゴイエ、フランソワ・デュペイロン
- 撮影:ウォルター・ヴァンデン・エンデ
- 音楽監修・演奏:ギドン・クレーメル

## キャスト
- リシャール・ベリ
- フランソワ・ベルレアン
- イネス・ディ・メディロス
- ギュンター・マイスナー